# Elektrownia jądrowa Cruas

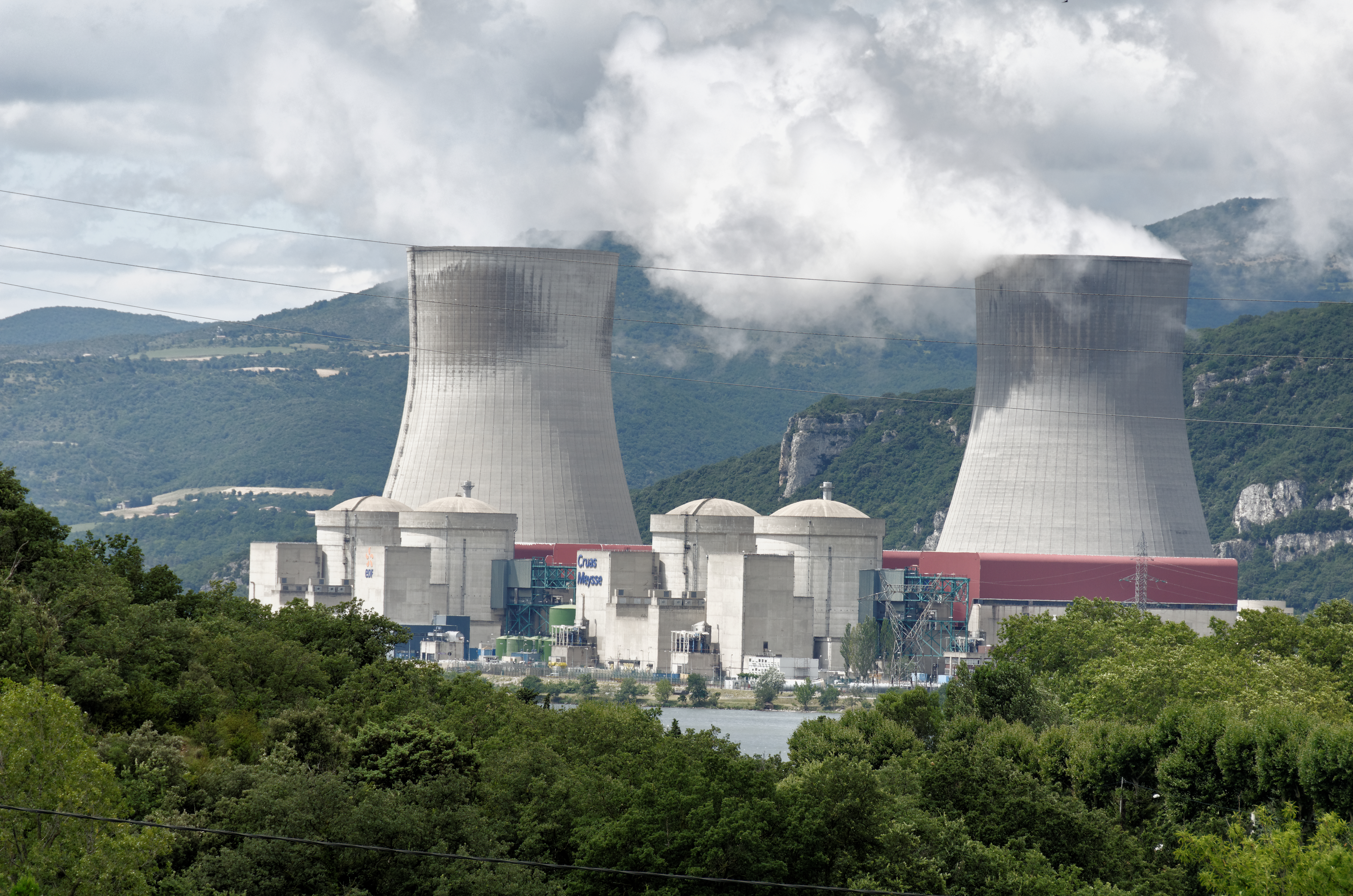
Elektrownia jądrowa Cruas, rok 2012

Elektrownia jądrowa Cruas (fr. Centrale nucléaire de Cruas-Meysse) – francuska elektrownia jądrowa położona koło miejscowości Cruas, nad rzeką Rodan, w regionie Rodan-Alpy. Dysponuje czterema reaktorami.
Elektrownia pokrywa 4-5% francuskiego zapotrzebowania na energię elektryczną i około 40% zapotrzebowania regionu Rodan-Alpy. Zatrudnia około 1200 pracowników. Zajmuje obszar 148 hektarów. Woda chłodząca reaktory pochodzi z Rodanu. Za budowę elektrowni odpowiadała firma Campenon-Bernard, a turbiny dostarczył Alstom.
W 1991 właściciele elektrowni postanowili umieścić mural o treści ekologicznej na jednej z chłodni kominowych. Wybrano pracę Jeana-Marie Pierreta. Pracę przedstawiającą żywioły wody i powietrza, pt. „Wodnik”, odsłonięto w 2005 roku. Jej stworzenie wymagało 8000 roboczogodzin i 4000 litrów farby.

## Reaktory
| Nazwa bloku | Typ reaktora | Producent / Dostawca | Właściciel            | Operator              | Rozpoczęcie budowy  | Stan krytyczny      | Włącz. do sieci      | Praca komercyjna | Moc elektr. netto (MW) | Moc elektr. brutto (MW) | Moc termiczna (MW) |
| ----------- | ------------ | -------------------- | --------------------- | --------------------- | ------------------- | ------------------- | -------------------- | ---------------- | ---------------------- | ----------------------- | ------------------ |
| Cruas-1     | PWR (CP2)    | Framatome            | Électricité de France | Électricité de France | 1 sierpnia 1978     | 2 kwietnia 1983     | 29 kwietnia 1983     | 2 kwietnia 1984  | 915                    | 956                     | 2785               |
| Cruas-2     | PWR (CP2)    | Framatome            | Électricité de France | Électricité de France | 15 listopada 1978   | 1 sierpnia 1984     | 6 września 1984      | 1 kwietnia 1985  | 915                    | 956                     | 2785               |
| Cruas-3     | PWR (CP2)    | Framatome            | Électricité de France | Électricité de France | 15 kwietnia 1979    | 9 kwietnia 1984     | 14 maja 1984         | 10 września 1984 | 915                    | 956                     | 2785               |
| Cruas-4     | PWR (CP2)    | Framatome            | Électricité de France | Électricité de France | 1 października 1979 | 1 października 1984 | 27 października 1984 | 11 lutego 1985   | 915                    | 956                     | 2785               |

## Bezpieczeństwo
1 grudnia 2009 roku reaktor numer 4 został wyłączony z powodu zatkania poboru wody chłodzącej przez roślinność. Francuski urząd dozoru jądrowego zakwalifikował to zdarzenie jako „incydent”, tj. na poziomie 2 w skali INES.